# Piraeus Bank

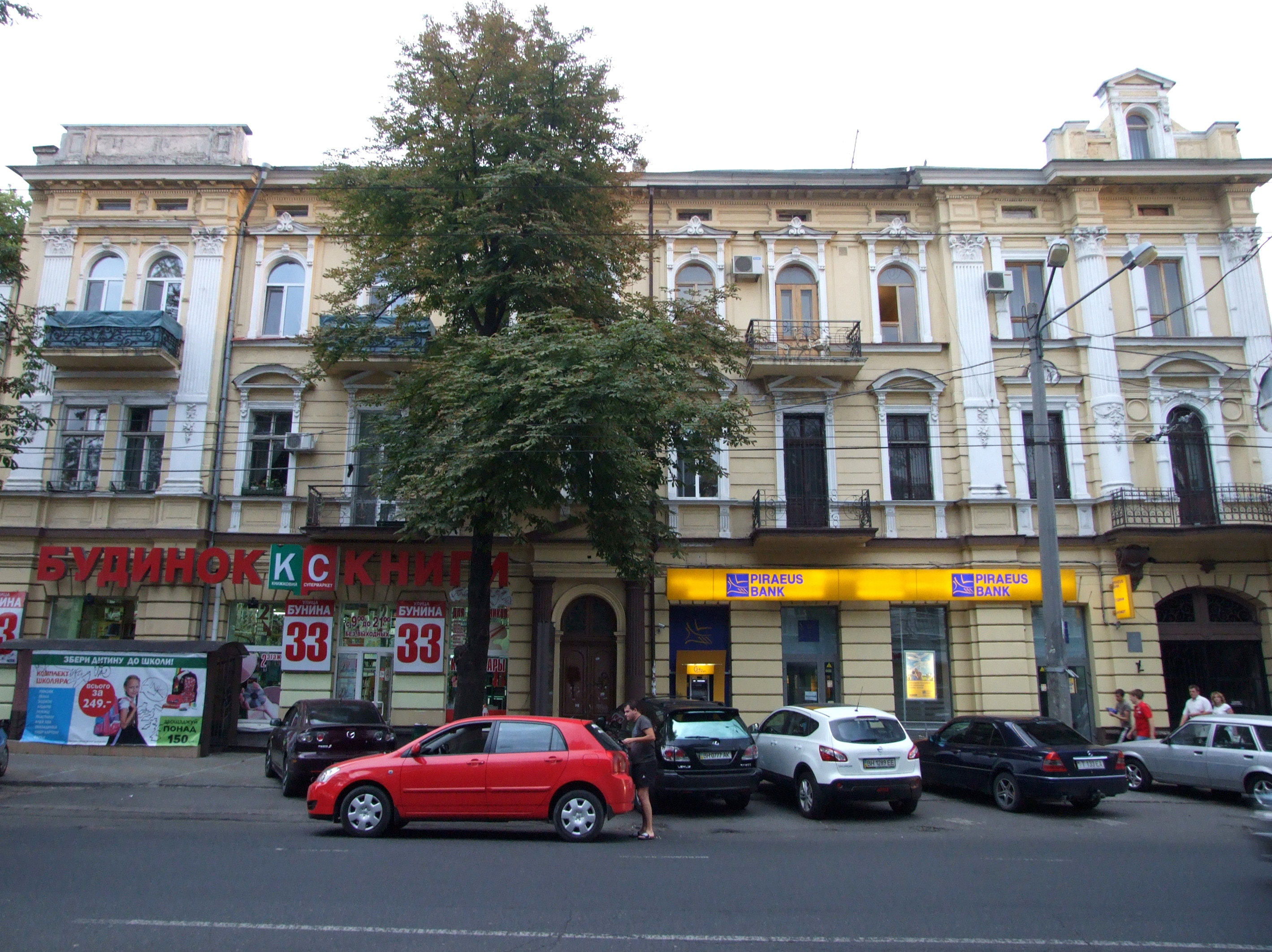
Одеса

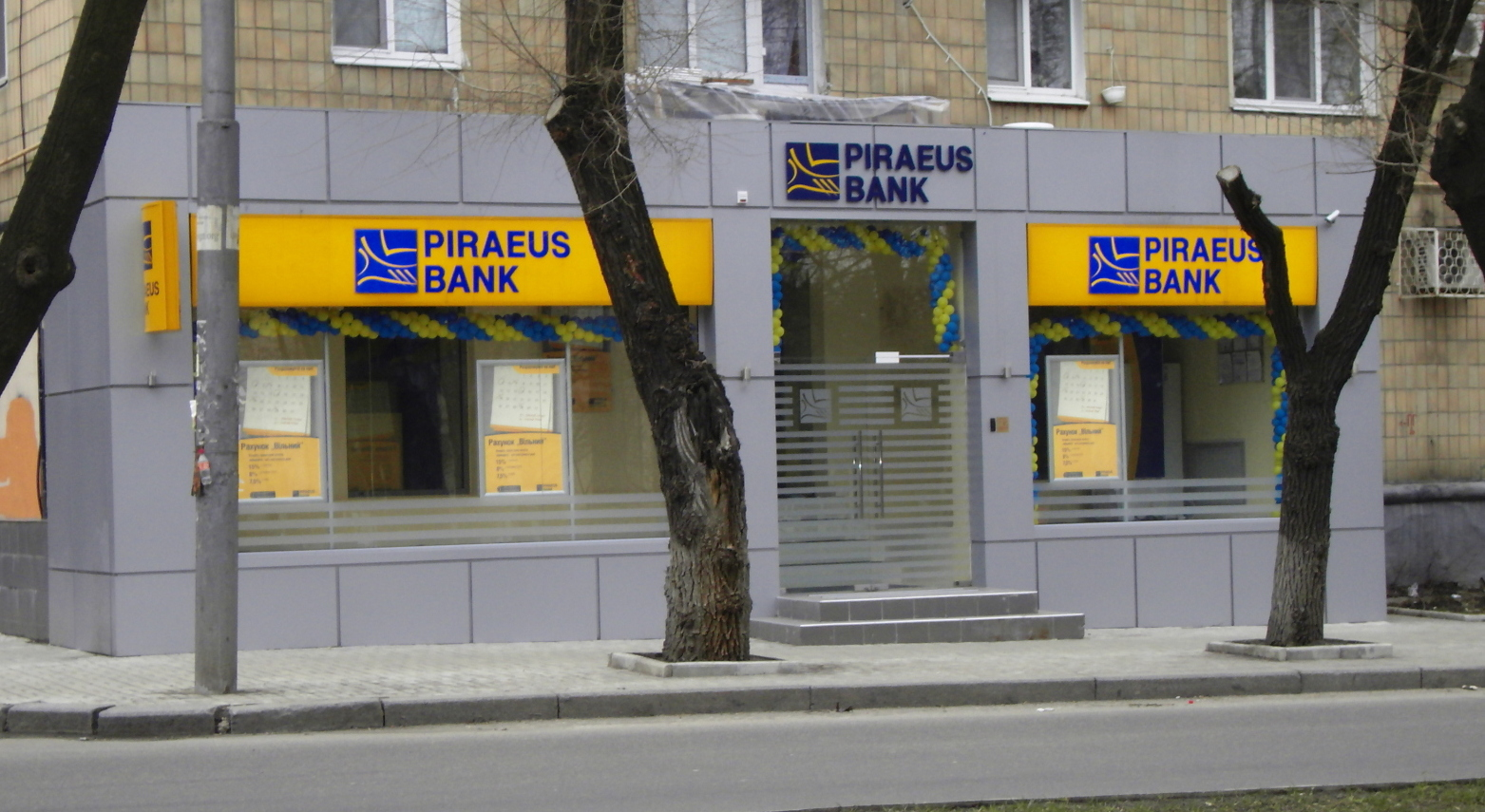
Донецьк

Piraeus Bank (грец. Τράπεζα Πειραιώς) — одна з провідних фінансових систем Південної та Східної Європи, член асоціації Euro Banking Association. Штаб-квартира банку знаходиться в Афінах, Греція. Активи банку оцінюються в 52,86 млрд. євро станом на 1 січня 2008.

## Історія
Заснований 1916 у Греції. У період 1975-1991 знаходився у державній власності.
1991 приватизований, взявши курс на постійне розширення напрямків діяльності та географічну експансію. Нині банк має свої філії та відділення у наступних країнах Європи: Греція, Україна, Румунія, Болгарія, Єгипет, Албанія, Сербія, Кіпр, Росія, а також у світових фінансових центрах Нью-Йорку та Лондона.

## В Україні
Піреус Банк в Україні (офіційна назва – акціонерне товариство «Піреус Банк МКБ») є частиною міжнародної банківської Групи Піреус Банку (Piraeus Bank Group). Група є однією з провідних банківських установ Південної та Східної Європи з активами 56,6 млрд євро та власним капіталом 4 млрд євро (станом на 31.03.2011).
13 вересня 2007 придбав 99,6% акцій українського банку — Міжнародний комерційний банк (МКБ). На початку 2008 р. було оголошено про зміну назви Банку на Піреус Банк МКБ, або англ. Piraeus Bank ICB.
У 2024 році регіональна мережа Піреус Банк МКБ налічує 14 філій та відділень у 8-и регіонах України: Київська область, Дніпропетровська, Івано-Франківська, Львівська, Одеська, Харківська, Хмельницька, Черкаська.
Станом на 1.06.2011 чисті активи Піреус Банку в Україні становлять 3,795 млрд грн., депозити фізичних осіб – 956,093 млн грн., кредитно-інвестиційний портфель – 2,348 млрд грн., капітал банку – 862,664 млн грн. 
Піреус Банк в Україні є членом Асоціації українських банків, учасником Фонду гарантування вкладів фізичних осіб, а також входить до переліку банків, уповноважених Пенсійним фондом України здійснювати виплату пенсій та грошової допомоги. 
Починаючи з березня 2009 року, Піреус Банк зберігає найвищий рейтинг надійності депозитів (оцінка «5»), присвоєний рейтинговим агентством «Кредит-Рейтинг», що характеризує здатність банку вчасно та в повному обсязі здійснювати виплати за вкладами.
Кредитний рейтинг Піреус Банку в Україні за національною шкалою - uaA (стабільний) з червня 2008 року.
У 2010 Піреус Банк увійшов до "ТОП-10 банків, яким довіряють вкладники" згідно з рейтингом журналу "Банкір".
Банк надає клієнтам можливість скористатися інтернет-банкінгом.